# Saint-Mathurin
Saint-Mathurin é uma comuna francesa na região administrativa da Pays de la Loire, no departamento de Vendéia. Estende-se por uma área de 23,51 km². Em 2010 a comuna tinha 2 329 habitantes (densidade: 99,1 hab./km²).